# Cecilia Persson (pianist)
Cecilia Persson, född 1982 i Norra Åsum, är en svensk jazzpianist.
Cecila Persson utbildade sig i pianospel för Maggi Olin på Fridhems folkhögskola från 2001 och på Kungliga Musikhögskolan i Stockholm 2004-08. Hon har tillsammans med Sofia Jernberg startat musikgruppen Paavo. Hon har också spelat med Erika Alexanderssons grupp och i Lina Nybergs showband.
Cecilia Persson är syster till konstnären Pernilla Persson.

## Priser och utmärkelser
- 2012 – Jazzkatten som ”Årets kompositör”[1]
- 2013 – Bert Levins stiftelse för jazzmusik
- 2014 – Jazzkatten som ”Årets kompositör”[2]
- 2015 – Jan Johansson-stipendiet[3]

## Diskografi
- 2007 – paavo (med gruppen Paavo) – Apart Records APCD008
- 2010 – Cançó del Paó (med gruppen Paavo) – Found You Recordings FYR013
- 2013 – The Third Song of the Peacock (med gruppen Paavo) – Found You Recordings FYR024